# 同蒲铁路
同蒲铁路，是一条从中國山西省大同市到陕西省华阴市的铁路。
同蒲铁路在大同与京包铁路相接，由北向南，经太原至风陵渡口，过黄河至孟塬站与陇海铁路交汇，全长865公里，以太原为界，分为北同蒲和南同蒲。南同蒲段513公里，于1933年5月开工，1935年12月竣工。北同蒲段351公里，于1933年11月开工，修至朔县到大同段，因抗日战争爆发而停工。1951年8月，同蒲铁路全线恢复通车。
初建为窄轨，1940年日軍占领期间北同蒲被改为准轨。中华人民共和国成立后南同蒲也被改为准轨。
2019年12月，风陵渡大桥电气化工程完工，同蒲铁路至此全线电气化。

## 车次

### 通勤列车
为解决轩岗矿区矿工的通勤问题，2011年4月1日，太原局集团与大同煤矿集团轩岗煤电有限公司合作，在原平与轩岗间开行了每日往返两趟的“矿工号”列车（车次8161-8164）。开行8年来，“矿工号”列车已行驶42.18万公里，运送矿工和其他旅客1179万人次。

## 与其它铁路线的连接
- 大同站：京包铁路、云岗铁路
- 平旺站：口泉铁路
- 韩家岭站：大秦铁路、塔山铁路、韩原铁路
- 大新站：平朔铁路
- 朔州站：神朔铁路
- 宁武站：宁岢铁路
- 原平站：京原铁路、韩原铁路
- 忻州站：忻河铁路
- 皇后园站：汾皇联络线
- 太原北站：上兰村铁路，太岚线，汾太联络线
- 太原东站：石太客专
- 太原站：太中银铁路
- 太原南站：大西客运专线
- 榆次站：石太铁路
- 修文站：太焦铁路
- 介休站：介西铁路
- 辛堡站：瓦日铁路
- 侯马北站：侯月铁路
- 侯马站：侯西铁路
- 礼元站：礼垣铁路
- 孟塬站：陇海铁路